# 霍瓦特·乔鲍
霍瓦特·乔鲍（匈牙利語：Horváth Csaba，1971年6月7日—），匈牙利男子皮划艇运动员。他曾代表匈牙利参加1996年夏季奥林匹克运动会皮划艇比赛，获得一枚金牌和一枚铜牌。